# 이주철
이주철(李周喆, 1806년 - 1875년)은 조선후기의 무신으로 삼도수군통제사 등을 역임하였다.

## 생애
조선후기의 무신으로 본관은 전주, 휘는 주철(周喆), 자는 혜백(惠伯), 시호는 정의(靖毅)이다. 중종의 덕양군의 후손이며, 양정공(良靖公) 이기익(李箕翊)의 5대손이고, 첨절제사 안동(安東) 영장 이사겸(李思謙)의 아들이며, 병조참판 이방현(李邦鉉)의 아버지이다.
부인은 김기종(金驥鍾)의 딸로 증 정경부인 안산김씨와 박지영(朴芝榮)의 딸로 정경부인 고령박씨이다.
첨절제사 이사겸의 아들로 1806년 태어나 무과에 급제하여 1842년(현종 8), 1846년(헌종 12), 1857년(철종 8)에 파견된 암행어사들은 연대순에 따라 명천부사, 길주목사, 경상좌도 수군절도사를 지낸 그를 죄주어야 한다고 보고하였다.
　
1858년 전라도 병마절도사로 있다가 파직당했으며, 1864년(고종 1) 흥선대원군이 집권하자 종실에게 군사권이 집중되어 우포도대장이 되었고, 종친부 유사당상(宗親府 有司堂上)과 경복궁 중건 당시 영건도감 제조(營建都監 提調)가 되었다.
1866년 총융사, 금위대장, 공조판서를 지내면서 계속 경복궁 중건 감독을 맡아 가자되기도 하였다. 병인양요 때에는 형조판서로 금위대장을 겸임하면서 대응책을 세웠다.
1868년(고종 5)에 삼군부(三軍府)의 관제를 개정하고, 새로 인사 배치를 할 때 지삼군부사(知三軍府事)가 되었고, 1871년(고종 8) 신미양요 때에도 한성부 판윤과 총융사를 지내며, 강화도 방비를 위하여 제도를 개선하기도 하였다. 고종의 친정 뒤에는 삼도수군통제사로 재임하면서 고성을 이읍(移邑)하였다. 그 뒤 다시 금위대장, 통사 등을 역임, 숭록대부 형조 판서, 공조판서 판의금부사 등을 역임하였다.

## 가족관계
- 아버지 : 이사겸(李思謙)
- 1부인 : 증 정경부인 안산김씨(1805년 - 1825년), 김기종(金驥鍾)의 딸.
- 2부인 : 정경부인 고령박씨(1806년 - 1837년), 박지영(朴芝榮)의 딸.
- 아들 : 이방현(李邦鉉)

| 전임 채동건 | 제195대 삼도수군통제사 1874년 2월 - 1875년 3월 | 후임 권용섭 |